# Lijst van acteurs en actrices in Baantjer
Hieronder volgt een lijst van acteurs en actrices die meespeelden in de politieserie Baantjer.

## A
- Vastert van Aardenne - Veilingmeester (2006)
- Ab Abspoel - Lowietje 3 (1998-1999)
- Thomas Acda - Willem de Graaf (1997)
- Jan Ad Adolfsen - Notaris (2000)
- Adriaan Adriaansen - Hoerenbezoeker (1996)
- Ryan van den Akker - Sanne (2002)
- Siem Akkerman - Morgenster (1997)
- Yunus Aliabadi - Omar Mahfouz (1999)
- Edwin Alofs - Herman Kramski (2003)
- Lieke-Rosa Altink - Ina de Vrede (1997)
- Manon Alving - Mevrouw Huberts (1995)
- Bert André - Pastoor van Dongen (2002)
- Ingeborg Ansing - Directeur bejaardentehuis (2006)
- Erik Arens - Pascal Goos (1995)
- Cheryl Ashruf - Natasha de Bruin (2005)
- René van Asten - Frits Romijn (1995), Hans Holstege (2000)
- Barry Atsma - Jelle van Delft (1999), Vincent (2002)
- Tamer Avkapan - Suat Gürsel (1996), Ali Kuçuk (1999)
- Abdembi Azzaoui - Abdeslam Mekkaoui (1997)

## B
- Peter de Baan - Meneer Rozemond (1996)
- Kuno Bakker - Sjonnie Farsen (2000)
- Marco Bakker - Johan 'De Baron' Verdonk (1999)
- Jim Bakkum - Rick Brak (2003)
- Edda Barends - Hanna Dijkstra (2001)
- Ellik Bargai - Gabor Serbani (2004)
- Ad Bastiaanse - Hans van Koten (1996)
- Ed Bauer - Walter 'Gualtiero Muratore' Metselaar (1997)
- Rodney Beddall - Michael Sienkiewicz (1998)
- Menno van Beekum - Meneer Boogers (1995)
- Roby Bellemans - Chauffeur 'Kouwenhoven Vlees b.v.' (1997)
- Lidewij Benus - Jacqueline de Groot (1996)
- Henny van de Berg - Buurvrouw (1995)
- Vincent van de Berg - Dr. Jan Bijl (1996)
- Peer van den Berg - Henk van Wessel (2000)
- Alexander van Bergen - Goudsmid (1996)
- Jim Berghout - Arno de Bree (2003)
- Yoka Berretty - Leentje de Zwart (2000)
- Marjolein Beumer - Marjolein Tazelaar (1997), Helen de Winter (1999)
- Marijke Beversluis - Marjan Kraan (1997)
- Mike Bijsterveld - Kassie Oosterhuis (2006)
- Alexandra Blaauw - Irma Gorter (1995)
- Margreet Blanken - Marie Janssen (1996)
- Nettie Blanken - Ida Holstege (2000)
- Adèle Bloemendaal - Nel de Groot (1998)
- Anneke Blok - Irene Maaskant (2003)
- Dieuwertje Blok - Margreet Felzentahler (2003)
- Marnie Blok - Borowsky (1998), Corine Kalis (2000)
- Peter Blok - Simon Bouwman (2002)
- Jacqueline Blom - Carla Bouber (1996)
- Annick Boer - Mascha de Boer (2001)
- Ottolien Boeschoten - Angela Hoop (2000)
- Casper van Bohemen - Guus Voskuil (2003)
- Daniël Boissevain - Harold Kramer (1998)
- Fleur Bok - Silvie Koestal (2001)
- Pierre Bokma - Erwin Raven (1999)
- Chris Bolczek - Jos Mettens (2000)
- Peter Bolhuis - Hans Groenewold (1995), Hein de Waal (1998)
- Filip Bolluyt - Paul Ottevanger (1996)
- Herman Bolten - Karel Ouwehand (1996), Robert van Loon (2000)
- Celia van den Boogert - Leny Schuitemaker (2000)
- Kees Boot - Jacob (1996), Steven Goudsmit (1999), Karel Doedens (2003)
- Gustav Borreman - John Been (2004)
- Leontine Borsato - Angelique van der Maat (2000)
- Sanneke Bos - Linda 'Prembana' Janssen (1996)
- Hans Boskamp - Arie Kooy (2002)
- Froukje de Both - Model (1995)
- Maya Bouma - Beppie (1996)
- Koen De Bouw - Francesco Fiorini (2001)
- Krijn ter Braak - Mr. Bouwman (2000)
- Bartho Braat - Frank Stalknecht (1997)
- Pier van Brakel - Haveloze man (1995)
- Elsie de Brauw - Dominique van Maerseelte-Bergeneyck (1998), Els Bouwman (2002)
- Marguerite de Brauw - Josee Verheyen (2005)
- Leny Breederveld - Joke Boogaards (1999), Ingrid van Dijk (2003)
- Erik Brey - Johan Boonen (2003)
- Thomas de Bres - Tim Heukels (1996)
- Esmée de la Bretonière - Anja 'Lotus' Langeweg (1998), Sylvana Smit (2000)
- Adrian Brine - Slobodan Zelic (1998)
- Jos Brink - Frank 'François Blanchet' de Wit (2001)
- Mees Brink - Frits van Groningen (12 jaar) (2006)
- Ellis van den Brink - Henriëtte Brouwer (1996), Ans Koster (1997)
- Nienke Brinkhuis - Stella de Bruine (2003)
- Peter Broekaert - Hotelmanager (1997)
- Francis Broekhuijsen - Barman Jan Houtenbosch (1996)
- Suze Broks - Tante Cor (2002)
- Frederik Brom - Jeroen Speelman (1998)
- Huib Broos - Thomas de Witte (1995)
- Catherine ten Bruggencate - Heleen Sterneberg (1996), Carmen van den Bergh (2006)
- Joke Bruijs - Bianca van het Oever (2003)
- Hajo Bruins - Gerard Bouwmeester (1996), Joop Groen (2001)
- Edo Brunner - Kees Venema (1996)
- Erik de Bruyn - Richard de Koning (1998)
- Reinier Bulder - Arnoud de Jager (1995), Wim Eekhof (2004)
- Sacha Bulthuis - Karin Stalknecht (1997), Maria van der Meulen (2001)
- Felix Burleson - Papa Kondre (1999)
- Stanley Burleson - Niels Daniel Degenaar (2002)
- Jurre Bussemaker - Harry Koenraad (2003)
- Reinout Bussemaker - Peter Conrad (1997), Joop Wielenga (2002)

## C
- Kees Campfens - Greenkeeper Verhoeven (1995)
- Aat Ceelen - Henk Schijffers (1996)
- Mohammed Chaara - Mohnir Amound (2005)
- Jappe Claes - Martin van Oosten (2002)
- Joost Claes - Sander Dol (2000)
- Kiki Classen - Sjaan (1996)
- Job Cohen - Job Cohen, burgemeester van Amsterdam (2006)
- Jacques Commandeur - Bart van Baaijen (1999)
- Sander Commandeur - Edje Beijer (2000)
- Romijn Conen - Martijn Spaans (1996)
- Kees Coolen - Dr. Baren (1996), Anton de Wech (1999), Bertus Penning (2005)
- Liesbeth Coops - Mieke Schaay (2002)
- Hans Cornelissen - Ludo Petter (1999)
- Eric Corton - Tommie de Haan (2000), Freek van Leeuwen (2006)
- Kitty Courbois - Mevrouw Waterman (1999)
- Gerard Cox - Henk de Haan (2003)
- Ben Cramer - Peter Wijnstra (1998)
- Jules Croiset - Jacques Tazelaar (1997), Joop van Klaveren (2001)
- Niels Croiset - Leon Herfst (2004)
- Vincent Croiset - Jeroen Tazelaar (1997)
- Walter Crommelin - Rupert Barendrecht (2000)
- Carine Crutzen - Karin Lensink (2006)

## D
- Hans Dagelet - Kees Snoek (1998), Dick van der Veen (1999)
- Josine van Dalsum - Paula Nieuwenhuijzen (2003)
- Guus Dam - Daan Tollenaar (1997)
- Nicolette van Dam - Juliette Kuijpers-van de Wal (2005)
- Margo Dames - Linda Droog (1999), Barbara Nielsen (2001)
- Ellen ten Damme - Daphne IJf (1997)
- Cleo Dankert - Isabelle de Witte (1995)
- Berith Danse - Prostituee Heleentje (1996)
- Rob Das - Frank (1995), Maarten-Jan Everts (2002)
- Suzanne Davina - Roos Mol (2003)
- Truus Dekker - Willemien Wientjes (1995)
- Joep van Deudekom - Gerard van Putten (2004)
- Frans van Deursen - Kousen Keesie (1996), Don Sauer (2000)
- Nina Deuss - Josine van Berkel (1996), Mirjam de Nijs (1999)
- Wendy van Dijk - Hellen Berendsen (2005)
- Lukas Dijkema - Evert Poppelier (2000), Rudolf Kramers (2006)
- Kirsten van Dissel - Eva Waterman (1999), Iris de Graaff (2003-2006)
- Diana Dobbelman - Ria Piers (1995), Rietje (2004)
- Tijn Docter - Harry Stern (1996, 2006)
- Howard van Dodemont - Anton Roelofs (1996), Dr. Jonathan Berg (1999)
- Bracha van Doesburgh - Mieke Verheyen (2005)
- Andrea Domburg - Gerda Brons (1995)
- Jaap van Donselaar - Ben Claushuis (2004)
- Bert van den Dool - Ron van Veen (1998)
- Ravian Doornberg - Joeri Brons (1995)
- Anouk Doorten - Linda Broersveld (1995)
- Tamar van den Dop - Maaike Verhoef (2005)
- Mary Dresselhuys - Aleida van Maerseelte-Bergeneyck (1998)
- Has Drijver - Philip Huberts (1995)
- Peter Drost - Freek Hermans (2004)
- Dic van Duin - Martin Kiers (2004)
- Arjan Duine - Erik van Dijk (2003)
- Hans Dulfer - Manfred Tol (2002)
- Wilke Durand - Hermine Brandjes (1995), Sabine Brandsma (1997)
- Linda van Dyck - Sally van Dijk (2001)

## E
- Diederik Ebbinge - politieagent (diverse afleveringen)
- Astrid van Eck - Jacqueline de Beer (2004)
- Gwen Eckhaus - Gerda Sieben (1997), Elisa Weermeier (1999)
- Jon van Eerd - Dennis de Miranda (2005)
- Herman Egberts - Cor Sneevliet (1996), Jack Hofstra (1998)
- Guusje Eijbers - Giselle de Hoog (1995)
- Jan van Eijndthoven - Urker arts (2006)
- Daan Ekkel - Paul Mast (1998)
- Khaldoun Elmecky - David Smit (1999), Jalal Barzani (2002)
- Ingeborg Elzevier - Mevrouw Nachtegaal (1998)
- Rick Engelkes - Henri Wientjes (1995), Quinten Wagenaar (2002)
- Anke Engels - Astrid Tijssen (1998)
- Beau van Erven Dorens - Coen Simons (1999)
- Marisa van Eyle - Ada Kooy (2000)

## F
- Ina van Faassen - Mevrouw Drooglever (1998)
- Marcel Faber - Kranenburg (1996)
- Peter Faber - Felix Wolf (1997), Donald Heerooms (1999)
- Rudi Falkenhagen - Arie Smit (2000)
- Thijs Feenstra - Floris Rozemond (1996), Tom Bartels (2001)
- Stef Feld - Hans Manders (1995)
- Roeland Fernhout - Danny (1997)
- Flip Filz - Joop Brak (2003)
- Herman Finkers - Bert Oude Exel (2004)
- Martijn Fischer - Fred Schopman (2003)
- Fred Florusse - Gerard de Wit (1996), Arie 'Bombarie' Zondag (2004)
- Renée Fokker - Corinne de Witte (1995), Nelleke de Zwart (1999)
- Porgy Franssen - Christiaan Groenlo (2005)
- René Froger - Cor Boekel (2002)
- Rob Fruithof - Rutger Douma (2001)
- Turan Furat - Erdogan Olgün (1999)

## G
- Gonny Gaakeer - Yvonne Huppel (1996)
- Bavo Galama - Harry Jongsma (2000)
- Rick van Gastel - Erik (1999)
- Cees Geel - Freek Maassen (1996), Frank de Koning (1998)
- Ursul de Geer - Dr. Verwiel (2001)
- Marthe-Geke Bracht - Barbara (1997)
- Arnold Gelderman - Van Galesloot (2005)
- Gusta Geleijnse - Tatjana Tolimir (1998), Yvette van Toorn (2006)
- Ciska van Gemert - Janien Harskamp (1998)
- Tygo Gernandt - Rijk van Laak (1999)
- Winston Gerschtanowitz - Otto Voerman (1999)
- Dennis de Getrouwe - Postbode (1999), Casey Nooitgedacht (2006)
- Jim Geulsar - Regilio Graanoogst (1996)
- Bert Geurkink - Fred Popping (1997), Jaap Biemans (2002)
- Wilbert Gieske - Rob Maartens (2000)
- Casper Gimbrère - Nico van der Kolk (1996)
- Aukje van Ginneken - Saskia Kuijpers (2005)
- David Goddyn - Wouter Koopman (2001)
- Mouna Goeman Borgesius - Mevrouw Enclaer (1995)
- Fred Goessens - René Grenier (2000)
- Richard Gonlag - Paco van Heumen (1996)
- Janni Goslinga - Anja (1995)
- Marina de Graaf - Henny de Zwaan (1996), Jacqueline Kroeze (1999)
- Aus Greidanus jr. - Jan Masaryk (1999)
- Aus Greidanus sr. - John Janssen (1996), Jan van der Ploeg (2005)
- Willy van der Griendt - Copywriter (1995)
- Matteo van der Grijn - Edwin Kuijpers/Robin Kuijpers (2005)
- Wim van der Grijn - Teun Kistenmaker (1999)
- Richard Groenendijk - Roy (2003)
- Wivineke van Groningen - Iris Brons (1995), Nicole van de Cleemput (2003)
- Paul Groot - Wouter Bossong (1997), Rolf Wagenaar (2003)
- Boudewijn de Groot - Peter de Wit (2001)
- Frederik de Groot - Karel Stam (2000)
- Genio de Groot - Struyck (1998), Waldemar Kant (2004)
- Jim de Groot - Mike Scholten (2001)
- Theo de Groot - Joop Stalknecht (1997), Edwin Schipper (2000)
- Angela Groothuizen - Corrie Jaspers (1997)
- Leslie De Gruyter - Ruud Fens (1997)
- Eva van der Gucht - Petra 'Priscilla' Smit (2003)
- Pepijn Gunneweg - Guido de Nijs (1999), Alex ten Bosch (2001)
- Nahit Güvendi - Meneer Gürsel (1996), Meneer Özkul (2002)

## H
- Bennie den Haan - Dorus 'Donnie' Stevens (1998)
- Hugo Haenen - Jona Jonassen (1998)
- Gabrielle Hafkenscheid - Anouk Geels (1996)
- Sabrina van Halderen - Linda Weijning (2004)
- Jules Hamel - Dr. Jan-Willem van der Molen (1996), Frank van der Meulen (2001)
- Hans Hamstra - Ruud (2002)
- Carla Hardy - Shirley (1998), Gonnie (2006)
- Mattijn Hartemink - Ivar Kant (2004)
- Hermi Hartjes - Buurvrouw van André van Berkel (1996), Bejaardenverzorgster (2006)
- Sanne den Hartogh - Menno Maaskant (2003)
- Gerda Havertong - Bianca Landvreugd (1999)
- Robert de la Haye - Tony Albarez (1998)
- Helen Hedy - Mevrouw Geldermans (1998)
- Margreet Heemskerk - Finette van Hasselaar (2002)
- Peter Heerschop - Dorus Vossius (2001)
- Saskia van der Heide - Kitty Enclaer (1995)
- Reinier Heidemann - Prof. Evert Brouwer (1996), Rijksrechercheur De Vries (2001)
- Hein van der Heijden - Pater Frank (1998)
- Wim van der Heijden - Man vishandel (1996), Conciërge (1998)
- Rupert van Heijningen - Advocaat (1995)
- Esgo Heil - Ron Schotsman (1995), Hans Droog (1999)
- Josefien Hendriks - Yvette Eekhof (2004)
- Marcel Hensema - Jerry Degener (1997), Anton Jacobs (1999, 2006), Fred Drooglever (2003)
- Katja Herbers - Nathalie van der Voort (2004)
- Kenneth Herdigein - Siep Wijers (1998), André Vreugdenhil (1999)
- Carol van Herwijnen - Hubert van Raasdonk (2001)
- Cecile Heuer - Roos (1998)
- André van den Heuvel - 'Stille' Adriaan de Koning (1996, 1998)
- Pim van den Heuvel - Jan Last (1998)
- Mike Ho Sam Sooi - Tedros Bekele (1998)
- Angelique Hoedmakers - Verpleegster St. Hubertus (1995)
- Bas Hoeflaak - Istvan Serbani (2004)
- Isa Hoes - Jeanette de Wind (1996), Jannie Slok (1997)
- Thom Hoffman - Dr. Ties Koningsveld (2006)
- Ingrid Hofland - Heleentje de Zwaan (1996)
- Leo Hogenboom - Notaris Vellinga (1996)
- Theodor Holman - David Waterman (1996)
- Jaap ten Holt - Herman Winkelman (1996)
- Rik Hoogendoorn - Henk van der Vlis (2002)
- Thimo Hoogervorst - Daan van Dijkman (2004)
- Ali Ben Horsting - Tonnie Brons (2005)
- Jannie Houweling - Mevrouw De Jager (1995)
- Chiem van Houweninge - Joop Vledder (2006)
- Sieto Hoving - Prior Heilbron (2005)
- Fedja van Huêt - Henk Kroeze (1996), Toine Hubar (1997)
- Ferd Hugas - Pieter de Wit (2006)
- Marc-Marie Huijbregts - Medewerker Oorlogsarchief (1997)
- Lammert Huizinga - Verslaggever IJ-tv (1998)
- Charmaine Hulsbosch - Dr. Ineke Salverda (1999)
- Micha Hulshof - Thomas (1998)
- Ben Hulsman - Jaap de Weers (2003)
- Kees Hulst - Willem Groen (1997)
- Klaas Hulst - Hannes (1995), Berend van den Heuvel (2006)
- Jos van Hulst - Fred Stamper (1997)
- Boudewijn van Hulzen - Klant Kremlin (1996)
- Guido van Hulzen - Werknemer Steenhouwerij (1996)
- Nadja Hüpscher - Tamara de Waal (1999)
- Yvonne van den Hurk - Gonnie Selbach (2002)
- Frédérique Huydts - Hannie Bieseling (1997), Yvonne Bloem (2003)

## J
- Antoinette Jelgersma - Wilma Kuijpers (2005)
- Cas Jansen - Boris Soetens (2004)
- Tom Jansen - Frederik Hubar (1997)
- Ferdi Janssen - Gerard Verhoef (2006)
- Kitty Janssen - Kitty van der Kamp (2002)
- Chantal Janzen - Julia Hendrikx (2003)
- Tanja Jess - Jadwiga Kerenski (1996), Tineke Toolen (2002)
- Slobodan Jokic - Miroslav Markovic / DEA agent (2003)
- Chris Jolles - Diane de Wilde (2000)
- Guido Jonckers - Gerben Piers (1995)
- Geert de Jong - Eline de Geer (1997)
- Jennifer de Jong - Lia Stam (2001)
- Michiel de Jong - Agent (1995), Dennis Stalknecht (1997)
- Trudy de Jong - Thea Dobbe (1999), Katherina van de Heuvel (2003)
- Edwin Jonker - Herman Koestal (2001)
- Tine Joustra - Marijke Huberts (1995), Annelies de Wilde (2002)
- Evert Jan Jurriens - tv-interviewer (1995)
- Helen Juurlink - Mevrouw Gisberts (2000)

## K
- Antonie Kamerling - Sander de Geer (1997)
- Liesbeth Kamerling - Yvonne Kuipers (2001)
- Piet Kamerman - Lowietje 5 (2001-2006)
- Fritz Kampinga - Giovanni de Rivera (1997)
- Arie Kant - Willem Kraan (1997)
- Albertine de Kanter - Verpleegster AMC (1995)
- Hans Karsenbarg - Dr. Ennaeus den Koninghe (1995-2006)
- Ton Kas - Marco van Zoomeren (1999), Lars Hoek (2006)
- Joop Keesmaat - Cor de Wind (1996), Prof. Cees Ramaker (2001)
- Bas Keijzer - Klaas Hofstra (2001)
- Hans Kemna - Hans Ketting (1996)
- Ad van Kempen - Cor Sturkenboom (2000)
- Maiko Kemper - Willem Pelt (1999)
- Michiel Kerbosch - Meneer Van Velsen (2003)
- Han Kerckhoffs - Herman Broertjes (1997), Werner Nieuwenhuijzen (2003)
- Hans Kesting - Friso van Maerseelte-Bergeneyck (1998), Frits Raven (2004)
- Tom de Ket - André de Wilde (2002)
- Marjolein Keuning - Lizette Romijn (1995), Renée Goes (1999)
- Fleur van der Kieft - Martha (2001)
- Arjan Kindermans - Dr. Arnoud Pauw (1996), Thijmen Verhoef (2005)
- Wilfred Klaver - Patrick Sanders (2001)
- Christo van Klaveren - Robert Breman (2000)
- Marc Klein Essink - Paul Rossier (1999)
- Simone Kleinsma - Annemarie Spijkers/Sandra Kottman (2002)
- Bart Klever - Marcel de Haan (1997), Henk Verfaille (1999), Olof Baltus (2002)
- Ad Knippels - Peter Bakema (2005)
- Henriette Koch - Marja van Wijk (2006)
- Sigrid Koetse - Maria Spijkers (2002)
- Marja Kok - Trudy de Winter (1999), Maria Serbani (2004)
- Frans Kokshoorn - Jacob Breekland (1998)
- Edward Koldewijn - Cas de Leeuw (2003)
- Sabine Koning - Denise de Miranda (1997)
- Erik Koningsberger - Erik Tromp (1995)
- Jeroen van Koningsbrugge - Wachtcommandant Willems (1999)
- Paul R. Kooij - 'Kale' Gerard Zwits (2002)
- Ricky Koole - Barbara (1998)
- Betje Koolhaas - Mariëtte van Tilborg (1999)
- Hugo Koolschijn - Johannes de Boer (1997)
- Arie Koomen - Wim de Jongh (2006)
- Kasper van Kooten - Johnny Elberse (1999)
- Herman Kortekaas - Lowietje 2 (1996-1998)
- Wim Kouwenhoven - Theo Filips (1995)
- Johnny Kraaijkamp jr. - Jacques Tromp (2003)
- Johnny Kraaykamp sr. - Henk Donk (1999)
- Martijn Krabbé - Hans Meeuwisse (2006)
- Will van Kralingen - Susan Ballo (2000)
- Rikky Kreike - Travestiet (1996)
- Nora Kretz - Majoor Dreef (1996)
- Ids van der Krieken - Ferdy van Nieuwkerk (1996)
- Marc Krone - Advocaat van Engelen (1996), Peter van Schaik (2003)
- Wigbolt Kruyver - Jaap de Bie (1997), Daan Makkinga (2001)
- Monique Kuipers - Hanny Vos (2006)
- Felix Jan Kuypers - Midas Faber (1997)
- Bruun Kuijt - Bert Vrisekoop (1999)
- Roel Kyvelos - Marco Kruisveen (1998)

## L
- Mark van der Laan - Hans Verhaar (1999)
- Niels van der Laan - Stagiair (2003)
- Irene van de Laar - Daniela Verhagen (2004)
- Trudy Labij - Sanne Groot Koerkamp (2004)
- Geert Lageveen - Jan Molenaar (1996), Joost Rood (1999), Jelle de Vries (2004)
- Frits Lambrechts - Schubben Sjakie (1996), Eef de Beer (2004)
- Frank Lammers - Milan Tolimir (1998)
- Lou Landré - Pater Constantijn (2005)
- Rik Launspach - Karel 'De Verlosser' Engel (1996), Manfred de Winter (1999)
- John Leddy - Theo de Vries (1997), Lowietje 4 (2000)
- Esther Leenders - Eva Slotemaker (1996)
- Hans Leendertse - Henk Uri (2004)
- Robert van Leeuwen - notaris Kranenburg (2001)
- Diane Lensink - Joke Landman (2002)
- Sylvia de Leur - Mevrouw Wientjes (2004)
- Paulien Leussink - Anja Geel (2000)
- Mike Libanon - Orlando Graanoogst (1996)
- Kees van Lier - Dennis Knegjens (1995), Rechercheur (2006)
- Ingejan Lighthart Schenk - Henk Stoutenbeek/Leonardus Bouwman (2000)
- Hans Ligtvoet - Lou Koper (1997)
- Hiske van der Linden - Caroline Hulst (1997), Arlette Klap (1999)
- Joop van der Linden - Wim Kempe (1995)
- Gees Linnebank - Chiel Grondsma (1999)
- Derek de Lint - Georges van Baaren (2003)
- Carla Lipp - Elsje Kesseler (2005)
- Rifka Lodeizen - Wendy Kozijn (1998)
- Ingeborg Loedeman - Nina Gans (2006)
- Ernst Löw - Henk Meermans (2004)
- Victor Löw - Frits Zoomers (1998)
- Bob Löwenstein - Maxim Soetens (2004)
- Huub van der Lubbe - Johnny Black (2003)
- Jack Luceno - Jack Foreddi (2003)
- Rudolf Lucieer - Pater Christiaan (2005)
- Marjan Luif - Mevrouw Harskamp (1998)
- Tibor Lukacs - Oscar van Baaren (2003)
- David van Lunteren - Jay Taman (1998)
- Ruben Lürsen - Sjors Kroos (2004)

## M
- Jaap Maarleveld - Berend Zoomers (1998), Max de Vries (2002)
- Hidde Maas - Inspecteur Tuinstra (2000)
- Matthias Maat - Gerrit Huisman (1997)
- Sacco van der Made - Gerard Krol (1997)
- Hugo Maerten - Arie Veenstra (1996), Gerrit Koedoder (2000)
- Ruurt de Maesschalck - Dr. Han Ranzijn (2003)
- Hans Magnus - Rechercheur Hans (1995)
- Olaf Malmberg - Joost Verstegen (1997), Jaap Vermeer (2006)
- Sita Manichand - Madelief (1995), Heleen Langeweg (1998)
- Vera Mann - Elise van Veen (1998)
- Jetty Mathurin - Esmee de Vroedt (1998)
- Patrick Mathurin - Indy (2003)
- Anne Martien Lousberg - Mariska Sterk (1996)
- Rob van de Meeberg - Arts St. Hubertus (1995), Geert Hendriks (1998)
- Josephine van der Meer - Toos de Wit (2001)
- Robine van der Meer - Dana van Dijk (1999)
- Ruben van der Meer - Popke de Jong (1999)
- Wil van der Meer - Ko Koning (1996), Kerkhofs (1999), Robert Overkleeft (2002)
- Karin Meerman - Diny Ottevanger (1996)
- Tim Meeuws - Tjeerd Fokkema (1998)
- Maike Meijer - Manuela Hartman (1997), Sandra (2004)
- Mike Meijer - Arnold de Wit (2005)
- Beppie Melissen - Jetje van Eijk (1997), Ans de Greef (2000)
- Luk Van Mello - Oscar Andersen (1997), Ferry Kozijn (1998)
- Anita Menist - Annie Bunk (1998), Annie Poppelier (2000)
- Taouba Mesnaou - Anne Mahfouz (1999)
- Hugo Metsers - Jim Kuijper (1996)
- Manouk van der Meulen - Ellen Monnickendam (2004)
- Bea Meulman - Corry de Roos (2004)
- Gaby Milder - Alice Claushuis (2004)
- Hadewych Minis - Cindy de Vries (2006)
- Johnny de Mol - Jeffrey Sturkenboom (2000)
- Jurg Molenaar - Teun Poppelier (2000)
- Marjena Moll - Betty de Wijn (1996)
- Thomas Monti - Helmut Enzenberger (1995)
- Marc Verbessem - Dries (2006)
- Fouad Mourigh - Rachid (2005)
- Pim Muda - Kasper ten Bosch (2001)
- Marian Mudder - Vera Prins (1995-2002, 2006)
- Erik van Muiswinkel - Bas Weijning (2004)
- Freek van Muiswinkel - Thijs Jochems (1995-1999)
- Titus Muizelaar - Wessel Koenen (1998)
- Babette Mulder - Martha Degener (1997)
- Carla Mulder - Frieda Barendrecht (2000)
- Kirsten Mulder - Evelien van de Burg (2002)
- Hero Muller - Bert Beenhouwer (2001)
- Peter Paul Muller - Broer van Floris (1996), John de Weijer (1998), Karel Raven (2004)
- Tim Murck - Ronald van der Ploeg (2005)
- Marcel Musters - Jacco de Ridder (1997), Harry Breugel (2006)

## N
- Herman Naber - Rein Hermans (1996), Tony Krombacher (1999)
- Guusje Nederhorst - Mensje van Diepen (2001)
- Aat Nederlof - Andy (1997)
- Joan Nederlof - Brenda Poppelier (2000)
- Roos Netjes - Liesbeth van Wijk (2006)
- Nada van Nie - Anja Boekel (2002)
- Matthijs van Nieuwkerk - Johan Vermeer (2005)
- André Arend van Noord - Frederiks (1995), Tonnie van Velsen (2003)
- Karien Noordhoff - Jessica Schaay (2002)
- Michiel Nooter - Frits Zuurbier (1996), Matena (2005)
- Celia Nufaar - Riek van Gulik (2001)

## O
- Vefa Öcal - Ismet Bayar (1996), Achmet Olgün (1999)
- Cees van Oeveren - Cor van Werven (1995)
- Dan Oki - Markovich / DEA-agent (2003)
- Saban Öl - Achmet (1996)
- Cahit Ölmez - Sali Maiko (2004)
- Adriaan Olree - Johannes 'Hans' Renesse (1999)
- Joep Onderdelinden - Menno Karremans (1997)
- Annemarie Ooft - Natasja Zaal (1996)
- Bart Oomen - Herman Bremer (1996)
- Johan Ooms - Robert de Korte (1996)
- Daniela Oonk - Treesje (1997)
- Nazmiye Oral - Selma Gürsel / Gunay Gürsel (1996), Rosanne Steinbach (2004)
- Annemarie Oster - Sophia Kant (2004)
- Roos Ouwehand - Louise van Staveren-Harinxma (1999)
- Jasper van Overbruggen - Frederik Hoffman (1999)
- Martijn Oversteegen - TR man (2004)
- Folmer Overdiep - Theo Veldhuis (2006)
- Dennis Overeem - Jack van Vegten (2003)

## P
- Gian Paolo Pippa - Dino Simone (1997)
- Virginio Papa - Oswald (2006)
- Bodil de la Parra - Marga Hofstee (2001)
- Michael Pas - Ibro Alic (1998)
- Leonoor Pauw - Wilhelmina Hartman (2001)
- Hans Pauwels - Henk Spaans (1996)
- Filip Peeters - Victor Borrestein (1995)
- Paula Petri - Stella Wery (1996)
- Anniek Pheifer - Muriëlle 'Mug' Kempers (2000)
- Wolf Pheil - Barman 'Van Lotje' Herman van den Dungen (1995)
- Rogier Philipoom - Gregor Migez (1999)
- Ghislaine Pierie - Yvonne Keizer (2002)
- Sjoerd Pleijsier - Frits Bogaerts (2003)
- René Plemp - Koos van Vliet (1997)
- Stef Plinsinga - Technisch rechercheur (1995)
- Tom Pompert - Buurman (1996)
- Theo Pont - Hans Kaptein (1997), Matthieu Landman (2002)
- Rutger le Poole - Jos de Witte (1995)
- Henk Poort - John Blok (2003)
- Barbara Pouwels - Marjolein Bier (1998, 2006)
- Robert Prager - Dominee (2006)
- Lotte Proot - Klaske Zandstra (1999)

## R
- Prem Radhakishun - Sjaak Salomons (2005)
- Roelant Radier - Nico Somers (1995)
- Roef Ragas - Badjar (1996), Albert Kruik (1999)
- Ben Ramakers - Karel van de Burg (2002)
- Job Redelaar - Hans Visser (1998)
- Miryanna van Reeden - Aukelien Ebbingen van Deventer (2001)
- Tjitske Reidinga - Puck Geldermans (1998)
- Afke Reijenga - Esmeral (1997)
- Bart Reijnink - Christiaan (2000)
- Victor Reinier - Dick Vledder (1995-2006)
- Sjoera Retèl - Tanja Dubois (2002)
- Mike Reus - Ron (1999)
- Rosa Reuten - Suzan van Diepen (2001)
- Thekla Reuten - Wiesje Blankers (1998)
- Halina Reijn - Anna Smulders (1999)
- Alice Reys - Diana Delfos (1998)
- Loulou Rhemrev - Martine de Wech (1999)
- Franky Ribbens - Ton Stallaert (1998)
- Dick Rienstra - Gijs Jaspers (1997)
- Robin Rienstra - Agent (1995), Tom Koopmans (1998)
- Elisa van Riessen - Sofia Smit (1999)
- Mark Rietman - Eduard 'Kalin Chagin' van Vlooten (1996), Daniël Dittmar (2001)
- Frank Rigter - Titus Linzen (1997)
- Elle van Rijn - Karin Groenendaal (1997), Janine (2002)
- Gerardjan Rijnders - Constant Pool (1997), Ernst Dietrich (2000)
- Harry van Rijthoven - Bart van der Klugt (1996), Dr. Douma (1999)
- Lineke Rijxman - Karin van Wessel (2000), Sacha van der Ploeg (2005)
- Rosa Risselada - Ellen Piers (1995)
- Winston Rodriguez - Frenk Willard (1999)
- Léon Roeven - Bobby Roelofs (2000)
- Geert Jan Romeijn - Chris van der Kamp (2002)
- Bram Römer - Jurriaan de Cock (12 jaar) (2006)
- Han Römer - Michael Voortman (1997)
- Nienke Römer - Lilian de Zwart (2003)
- Peter Römer - Makelaar (1999)
- Piet Römer - Jurriaan 'Jurre' de Cock (1995-2006)
- Wim van Rooij - Dr. Morrees (1999), Prof. Rogier van Deijssel (2006)
- Esther Roord - Doortje Bunk (1998)
- Mirjam de Rooij - Ria de Zwaan (1996)
- Lieneke le Roux - Ellen Veenstra (1996), Hannie de Vos (2001)
- Dennis Rudge - Surinaamse buurman 'Lucas' (1996), Dennis Emants (1997)

## S
- Raymi Sambo - Pietje Paramari (1996)
- Hannah van der Sande - Shada Kureishi (2002)
- Martine Sandifort - Natasha (2000)
- Mariëlle van Sauers - Christina Simons (1999)
- Frank Schaafsma - Rolf Voortman (1998)
- Nico Schaap - Richard Wilderom (2003)
- Esther Scheldwacht - Regina van Koten (1996)
- Peggy Jane de Schepper - Nicole Kemper (1998)
- Dirk Scheringa - Arts in Amsterdam (2006)
- Elsje Scherjon - Marjolijn van Beeck (2002)
- Angela Schijf - Marieke van Wijk (1999)
- Marco Schmidt - Stille Willie (1999)
- Eric Schneider - Martinus Ebbingen van Deventer (2001)
- Mark Scholten - Jeroen 'Henkie' Vredeveld (2000)
- Gijs Scholten van Aschat - Paul van der Lugt (1996), Jaap Tetteroo (2002)
- Terence Schreurs - Verkeersagente (2001)
- Betty Schuurman - Adelheid Philips (1999), Jacqueline Jetses (2002)
- Katja Schuurman - Sandra Jochems (1998), Anouk Veer (2002)
- Daan Schuurmans - Marcel Bakker (2001)
- Martin Schwab - Albert 'Appie' Keizer (1995-2006)
- Truus te Selle - Ilse ten Bosch (2001)
- Will van Selst - Frits van Groningen (2006)
- John Serkei - Rudolph Samrad (1999)
- Wim Serlie - Jan van Hulst (1996)
- Lars van Sermond - Sacha van Dromen (2000)
- Joep Sertons - Hans van Tuyl (1998)
- Inge Severijnse - Gina Salcero (1996)
- Ricardo Sibelo - Roy Biervliet (1999)
- Camilla Siegertsz - Bianca van Hulst (1996)
- Nienke Sikkema - Mevrouw De Cock (1995-2006)
- Wanda Sikora - Agente (1996)
- Harry Slinger - Bloemenverkoper (1996)
- Michel Sluysmans - Noël van Dijk (2001)
- Pieter van der Sman - Frank de Bos (2002)
- Har Smeets - Klaas Hulstra (1997), Dominee (2001)
- Ernst Daniël Smid - Cor Schekkerman (1997)
- Freark Smink - Rens Schouten (1995), Leo Koers (2003)
- Dries Smits - De Vries (1995), Dr. Pieter Dol (2000)
- Eelco Smits - Theo Dons (2001)
- Ella Snoep - Mevrouw Meggel (1995)
- Liz Snoijink - Sylvia Hubar (1997)
- Ilse Sobering - Mette Willems (1998)
- Paul van Soest - Wachtcommandant (1995)
- Ferri Somogyi - Dennis Bouwman (1998)
- Henk Spaan - Harry Schrijver (2004)
- Oda Spelbos - Hermine Platanen (1996), Sonja Meijer (2002)
- Jaap Spijkers - Lex Hamer (2005)
- Jeroen Spitzenberger - Lodewijk 'Loeka' van Laarhoven (1999), Koen van der Kamp (2002)
- Carolien Karthaus - Michelle de Beer (1999)
- Hylke van Sprundel - André van Berkel (1996)
- Maeve van der Steen - Ria de Waal (1998)
- Laus Steenbeeke - Frank de Moor (1997)
- Wouter Steenbergen - Floris K. (1997)
- Mirjam Sternheim - Stella de Lange (1998)
- Marie Louise Stheins - Viola Fokkema (1998)
- Jaap Stobbe - Lowietje 1 (1995-1996)
- Machteld Stolte - Guuske van Gulik (2001)
- Mirjam Stolwijk - Ellie Castelijns (2003)
- Marleen Stolz - Heleen de Valk (1997), Lisette van Swieten (1999)
- Harriët Stroet - Fabiënne Tersteeg (1998), Willemijn van Dijkman (2004)
- Coby Stunnenberg - Carla Goos (1996)

## T
- Ilja Tammen - Wanda Lammers (1998)
- Armin Tashakoer - Hanish Kureishi (2002)
- Chris Tates - Toon IJf (1997), Harry Koolhoven (2003)
- Ceren Taygun - Radjah Demir (2002)
- Carry Tefsen - Nel Duifjes (1998)
- Saskia Temmink - Vicky Kam (1995), Patricia Verdonk (1998)
- Marcus Teunissen - Van Tielrooy (2005)
- Ger Thijs - Sam Helder (2003)
- Geert Thijssens - Karel Huberts (1995)
- Pieter Tiddens - Henk Sørensen (2004)
- Titus Tiel Groenestege - Eddy de Zwart (1999)
- Geert Timmers - Leo Muiden (1998)
- Coby Timp - Mevrouw Spaans (1996)
- Chiara Tissen - Susanne Korver (1998)
- Henriëtte Tol - Nelly Aronson (1996), Margreet van Baaren (2003)
- Dick van den Toorn - Rob(erta) Schutte (1997)
- Ronald Top - Wim Hensveld (1996), Gerard Kroeze / Frank de Kelder (1999), Dr. Bram de Graaf (2000)
- Waldemar Torenstra - Dennis 'De Neus' Kempers (2000)
- Marjolijn Touw - Lisa Bregonje (2003)
- Karim Traïdia - Alheib Mahfouz (1999)
- Hans Trentelman - Cees Visser (2005)
- Dimme Treurniet - Otto Springer (1997)
- Peter Tuinman - Ronald ten Bosch (2001), Keesing (2006)
- Alwien Tulner - Renée Goes (1999, 2001)

## U
- Henk van Ulsen - Alexander Ruebsamen (1999)

## V
- Fred Vaassen - Evert Dobbe (1999), Fred Molenkamp (2001)
- Serge-Henri Valcke - Corneel Buitendam (1995-2006)
- Francesca Vanthielen - Eva de Jong (2006)
- Babette van Veen - Chantal (1996)
- Ineke Veenhoven - Lydia de Vosch van Nimweeghen (1997)
- Hans Veerman - Jan Hogenbosch (1997), Johan Zondervan (1999), Dr. Ennaeus den Koninghe (2000, tijdelijk vervanger Hans Karsenbarg)
- Jeroen van Venrooij - Bas Veldhuizen (2001)
- Elisabeth Versluys - Isabel van Lookeren (1999)
- Nina van der Vet - Michelle de Haan (1997)
- Marijke Veugelers - Irene de Groot (1996)
- Susan Visser - Sonja Rozemond (1996)
- Eric de Visser - Pepijn Drijver (1999)
- Lucretia van der Vloot - Lonnie Abendanon (1997)
- Erik de Vogel - Nico Vriend (1996)
- Max de Vogel - Sjors Sørensen (2004)
- Leon Voorberg - Gerrit Beumer (2006)
- Wendela de Vos - Advocaat Gorter (1996)
- Bart de Vries - Werknemer BVD (1997), Peter de Bruine (2002)
- Edwin de Vries - Stef van Veghel (2000), Leo Gans (2006)
- Erik de Vries - Pater Erwin van der Vlugt (1998)
- Hymke de Vries - Tiny Pieters (2001)
- Nico de Vries - 'Rooie' Henkie Ouwehand (1996)
- Juul Vrijdag - Janneke van Pol (1998)

## W
- Viggo Waas - Frans van Dam (2005)
- Stefan de Walle - Wim 'Van Eck' Janssen (1998), Kees van der Vlis (2002)
- Jeroen Waterreus - Presentator (2005)
- Esther Way - Monica Dobbe (1999)
- Egbert-Jan Weeber - David Poppelier (2000)
- Marike van Weelden - Saskia Goudsmit (1999), Irma Schrijver (2004)
- Fenneke Wekker - Anouk van Lennep (2005)
- Stijn Westenend - Hans Offrijn (1996)
- Nienke Westerhof - Sonja Zwart (1999)
- Ingeborg Wieten - Anja de Wit (2003)
- Eva van de Wijdeven - Helen Hissink (2004)
- Elsje de Wijn - Petra de Boer (1997), Marjan Broeders (1999)
- Carly Wijs - Mariska Tromp (1995), Eva Albarez (1998), Karin Koolhoven (2003)
- Wimie Wilhelm - Alinda Boerman (1998), Els Peeters (2000-2006)
- Jeroen Willems - Johan van Berkel (1996)
- Catalijn Willemsen - Marina Sleutelaar (1995)
- Bonnie Williams - Amerikaanse toeriste (1996)
- Marline Williams - Mevrouw Van Berkel (1996)
- Annemarie Wisse - José van Vegten (2003)
- Benjamin de Wit - Kraker Joop (2005)
- Leopold Witte - Lex de Jong (1995), Joost Steenman (2001), Advocaat Dijs (2005)
- Joop Wittermans - Jaap van Veen (2000)
- Mads Wittermans - Tatoeëerder (2006)
- Willem de Wolf - Frank Poppelier (2000)
- Helmert Woudenberg - Hector van de Cleemput (2003)
- Kathenka Woudenberg - Werkster van Cor de windhaan (1996)
- Jack Wouterse - Hans Scholten (1995), Mees de Beer (1999)
- Loes Wouterson - Cleo van Billigen (1997)

## Z
- Lianne Zandstra - Verpleegster (1999), Ilona de Bruine (2002)
- Dirk Zeelenberg - Gerard Rengel (1996), Geert-Jan Bron (2001)
- Diede Zillinger Molenaar - Henk Dekker (2006)
- René van Zinnicq Bergman - Johan Brons (1995), Volkert Ebbingen van Deventer (2001)
- Nelleke Zitman - Mevrouw Koedoder (2000)
- Olga Zuiderhoek - Toos Barendrecht (2000)
- Lieke Zunderdorp - Vicky (1998)
- Zahnina van der Zwan - Sara Aronson (1996)
- Tim de Zwart - Technisch rechercheur (1996)